# حزب کمونیست ترکیه (کنونی)
حزب کمونیست ترکیه (به ترکی استانبولی: Türkiye Komünist Partisi, TKP) یک حزب کمونیست در ترکیه است. این حزب در سال ۱۹۹۳ تحت عنوان حزب اقتدار سوسیالیستی (به ترکی استانبولی: Sosyalist İktidar Partisi, SİP) پایه‌گذاری شد و در سال ۲۰۰۱ به حزب کمونیست ترکیه تغییر نام داد.